# Vester Thorup Efterskole
Vester Thorup Efterskole var en efterskole i Vester Torup i Nordjylland.
Skolen byggede på et fundament af tre ligeværdige elementer: musik, drama og boglige fag.
Skolen blev i juli 2012 erklæret konkurs.